# 電子相関

電子相関エネルギーは厳密な非相対論的エネルギーとハートリー‐フォック近似によって得られたエネルギーとの差で定義される。

電子相関（でんしそうかん、英: Electron correlation）とは、多電子系の電子構造における電子間の相互作用である。また電子相関エネルギーEcorr とは、多電子系における正確な非相対論的エネルギーEexact とハートリー‐フォック近似によって計算したエネルギーEHF との差として定義される。
{\displaystyle E_{\mathrm {corr} }=E_{\mathrm {exact} }-E_{\mathrm {HF} }}
多電子系における電子間の相互作用をハートリー-フォック法で扱った場合、電子相関の一部しか取り込めていない。
電子相関を考慮するためにポスト-ハートリー-フォック法が使用される。また、コーン–シャム密度汎関数理論（DFT）は電子相関を電子密度から計算するために相関汎関数を使用する。

## 概要
多電子系において1個の電子の位置を定めると、他の1個の電子の存在確率は第一の電子の位置によって異なる。このことを電子相関という。バンド理論を基にした、電子のバンドによる描像では、電子間の相互作用を平均場近似（例: ハートリー‐フォック近似）から求める。つまり電子間の位置の相関を平均的なものに置き換えてしまっている。この平均化による近似のため真の電子間相互作用は求まらない。電子相関は、電子間相互作用において、この平均場近似を越える部分のことを指している。
現実の系では、3d遷移金属や、4f電子を持つ希土類元素からなる化合物系の電子相関が強く（強相関電子系）、通常のバンド理論（或いはバンド計算）では扱えない場合がある。
電子の相関エネルギーは、多電子系での真の基底状態の（全）エネルギー（以下、非相対論の場合として考える）から、ハートリー‐フォック近似（平均場近似を使用）によって得られる基底状態の（全）エネルギーを差し引いたものである。
「相関」は確率理論に由来する概念である。量子力学の確率解釈という点で電子密度と対密度を定義した時、対密度は個々の電子密度の積と一致しない。つまり、2つの電子は相関していると見なされなければならない。電子相関は以下の2つの主な起源を持つ。
1. 電子は「フェルミ統計」に従う。すなわち、パウリの排他原理を満たす。パウリの排他原理によれば、系の波動関数は粒子の交換に関して反対称化（波動関数の符号が変わる）されていなければならない。
2. 全ての電子の対の間にはクーロン反発が存在する。

これら2つの要素を分離できるとすると、それぞれ「フェルミ相関」と「クーロン相関」と呼べるだろう。ここで留意すべき点は、「フェルミ相関」と一般的に呼ばれているもの（平行スピンを有する電子間の積分が0となる）は反対称性とはほとんど関係なく、粒子統計とは独立している（フェルミ粒子とボース粒子の両方に存在する）ということである。この意味でのフェルミ相関はスレイター行列式で表現された波動関数（フェルミ粒子）とハートリー積で表現された波動関数（ボース粒子）の両方で起こる。ハートリー-フォック近似で無視されているのは「クーロン相関」である。

## 原子系および分子系
量子化学のハートリー＝フォック法内では、反対称波動関数は単一のスレイター行列式によって近似される。しかしながら、正確な波動関数は一般に単一の行列式を用いたのでは表現できない。単一の行列式による近似ではクーロン相関が考慮に入らないので、全電子エネルギーはボルン–オッペンハイマー近似内の非相対論的シュレーディンガー方程式の厳密解とは異なる。つまり変分原理により、ハートリー＝フォック限界は常にこの正確なエネルギーよりも上側にある。この差が「相関エネルギー」と呼ばれる（ペル＝オロフ・レフディンによる造語）。相関エネルギーの概念はそれ以前にウィグナーによって研究されていた。
既に述べたように通常フェルミ相関と呼ばれる電子相関はHF近似においては既に考慮されており、2つの平行スピン電子は空間中の同じ点には存在できない。一方、クーロン相関はクーロン反発による電子の空間的位置間の相関を記述し、ロンドン分散力といった化学的に重要な効果の原因である。考慮している系全体の対称性あるいは全スピンに関連する相関も存在する。
相関エネルギーという単語は注意して使用されなければならない。まず、これは普通は相関を考慮した手法とハートリー＝フォックエネルギーとの差として定義される。しかし、HFにも既にある程度の相関が含まれているので、この差は完全な相関エネルギーではない。次に、相関エネルギーは近似に使用する基底関数系への依存性が高い。「正確な」エネルギーは完全な相関と完全な基底関数系によって与えられる。

### 動的電子相関と静的電子相関
電子相関は動的相関と非動的（静的）相関に分けられることがある。
動的相関は電子の運動の相関（電子–電子の衝突散乱）である。ハートリー＝フォック法ではハミルトニアン演算子の特異性を除去するために必要な波動関数の相関カスプ条件を満たさない。つまり、近距離の電子–電子間相互作用が過剰に取り込まれている。動的電子相関は電子相関ダイナミクスの下で、配置間相互作用（CI）法を使って2電子励起配置により取り込むことができる。動的電子相関は正確なエネルギーを議論しなければならない場合に必要となる。
静的相関は、系の基底状態が2つ以上の（ほぼ）縮退した行列式を用いた場合にだけうまく記述される（本質的に波動関数を多配置にしなければならない）分子について重要である。この場合、ハートリー＝フォック波動関数（ただ1つの行列式）は定性的に誤っている。多配置自己無撞着場（MCSCF）法はこの静的相関が考慮に入るが、動的相関は入らない。
ただし、動的電子相関と静的電子相関をはっきりと区分することはできない。例えば、H2の結合開裂では、最安定構造での各配置関数の重みと開裂後の各配置関数の重みは連続的に変化するため、最安定構造での動的電子相関と開裂後の静的電子相関の境界を決めることはできない。
もし励起エネルギー（基底状態と励起状態との間のエネルギー差）を計算したいならば、両方の状態が均等にバランスが取られていることを注意しなければならない（例: 多参照配置間相互作用法）。

### 手法
簡単に言えば、ハートリー＝フォック法の分子軌道は、電子間の瞬間的な反発を含めるのではなく、その他全ての電子の平均場中を運動する個々の分子軌道中の電子のエネルギーを評価することによって最適化される。つまり平均場近似の一種である。
電子相関を考慮するためには、多くのポスト-ハートリー＝フォック法が存在する。

#### 配置間相互作用（CI）
欠けている相関を補正するための最も重要な手法の1つが配置間相互作用（CI）法である。基底行列式としてハートリー＝フォック波動関数から始め、補正された波動関数として基底行列式と励起行列式の線形結合 {\displaystyle \Phi _{I}} を取り、変分原理に従って重み因子 {\displaystyle c_{I}} を最適化する。全ての可能な励起行列式を考慮した時は、Full-CIと呼ばれる。Full-CI波動関数中では、全ての電子が完全に相関している。小さくない分子に対しては、Full-CIは計算的にコストが高過ぎる。CI展開を打ち切ると、打ち切りのレベルに応じてよく相関した波動関数とよく相関したエネルギーが得られる。ハートリー＝フォック軌道の基底状態の軌道間で2つの電子の励起に相当する配位までを取り込むCI展開を二電子CI、4つの電子の励起相当の配位までを取り込むCI展開を四電子CI、
6つの電子の励起相当の配位までを取り込むCI展開を六電子CIなどという。しかし取り込む励起の数を増やせば近似の程度は向上するが、電子の多い系ではやはり組合せの数が爆発してしまう。

#### メラー＝プレセット摂動理論（MP2、MP3、MP4等）
摂動理論では相関したエネルギーが求まるが、通常はそれに伴う波動関数は求まらない。また摂動理論は変分的ではない。つまり計算されたエネルギーは正確な系のエネルギーの上界を与えないことを意味する。相互作用量子原子（Interacting Quantum Atoms、IQA）分配を介してメラー＝プレセット摂動理論エネルギーを分配することは可能である（しかし通常は相関エネルギーは分配されない）。これは、Atoms in Molecules理論の拡張である。IQAエネルギー分配により、相関エネルギー寄与を個別の原子および原子相互作用から詳細に見ることが可能となる。IQA相関エネルギー分配は、結合クラスター法でも可能であることが示されている。

#### 多配置自己無撞着場（MCSCF）
複数の手法の組み合わせも可能である。例えば、静的相関を考慮するために多配置自己無撞着場法のためのいくつかのほぼ縮退した行列式を、動的相関のためにいくつかの打ち切りCI法を、小さな摂動（重要でない）行列式のためにいつかの摂動的アンザッツを持つことができる。これらの組み合わせの例には、CASPT2やSORCIがある。

#### 密度汎関数法 (DF)
密度汎関数理論（DFT）に基づく手法である。汎関数をどのようにとるかで色々な変種がある。

## 学習用文献
- 川端有郷：「電子相関」、丸善（パリティ物理学コース）、ISBN 4-621-03679-3 (1992年2月29日)。
- 永長直人：「電子相関における場の量子論」、ISBN 978-4-00-005701-1 (1998年10月）。
- 山田耕作：「電子相関」、岩波書店（現代物理学叢書）、ISBN 978-4-00-006749-2 (2000年11月15日）。
- 斯波弘行：「電子相関の物理」、岩波書店、ISBN 978-4-00-007417-9 (2001年6月1日)。
- 藤原毅夫：「固体電子構造論 : 密度汎関数理論から電子相関まで」、内田老鶴圃、ISBN 978-4-7536-2302-0 (2015年4月20日)。